# سام لويس
سام لويس (بالإنجليزية: Sam Lewis)‏ هو نقابي أسترالي، ولد في 15 يونيو 1901، وتوفي في 16 أغسطس 1976.